# Діапазон 20 метрів
20-метровий або 14-МГц радіоаматорський діапазон є частиною короткохвильового радіоспектру, який включає частоти, що простягаються від 14 МГц до 14,350 МГц. 20-метровий діапазон широко вважається одним із найкращих для зв’язку на великій відстані (DXing), і є одним із найпопулярніших — і багатолюдних — під час змагань. Цьому сприяють кілька факторів, включаючи великий розмір діапазону, відносно невеликий розмір антен, налаштованих на нього (особливо порівняно з антенами для 40-метрового діапазону або 80-метрового діапазону), і його хороший потенціал для денної роботи DX навіть у несприятливі умови поширення радіохвиль.

## Історія
20-метровий діапазон вперше став доступним для аматорів у Сполучених Штатах на Третій національній радіоконференції 10 жовтня 1924 року. Діапазон був розподілений на всесвітній основі Міжнародною радіотелеграфною конференцією у Вашингтоні, округ Колумбія, 4 жовтня 1927 року. Його частотний розподіл тоді становив 14–14,4 МГц. Виділення скоротили до 14–14.35 МГц на Міжнародній радіоконференції в Атлантик-Сіті, Нью-Джерсі 1947 р.

## Плани діапазону

### Регіон IARU 1
Європа, Африка, Близький Схід і Північна Азія.
| 20 метрів     | 14000–14070 | 14070–14099 | 14099–14101 | 14101–14350 |
| ------------- | ----------- | ----------- | ----------- | ----------- |
| Регіон IARU 1 |             |             |             |             |

### Регіон IARU 2
Америки.
| 20 метрів     | 14000–14070 | 14070–14099 | 14099–14101 | 14101–14350 |
| ------------- | ----------- | ----------- | ----------- | ----------- |
| Регіон IARU 2 |             |             |             |             |

#### Сполучені Штати
Діє з 00:01, 23 лютого 2007 р.
| 20 метрів  | 14000–14350 | 14000–14350 | 14000–14350 | 14000–14350 | 14000–14350 |
| ---------- | ----------- | ----------- | ----------- | ----------- | ----------- |
| США        | 14000–14025 | 14025–14150 | 14150–14175 | 14175–14225 | 14225–14350 |
| Загальний  |             |             |             |             |             |
| Просунутий |             |             |             |             |             |
| Екстра     |             |             |             |             |             |

#### Канада
| Клас ліцензії           | 14.000–14.070 | 14.070–14.095 | 14.095–14.0995 | 14.0995–14.1005 | 14.1005–14.112 | 14.112–14.350 |
| ----------------------- | ------------- | ------------- | -------------- | --------------- | -------------- | ------------- |
| Базовий (+), Розширений |               |               |                |                 |                |               |

Легенда
|  | = лише CW                                                          |
|  | = CW, вузькосмуговий цифровий (<= 500 Гц )                         |
|  | = CW, вузькосмуговий цифровий (<= 500 Гц), широкосмуговий цифровий |
|  | = CW, RTTY і дані (США: < 1 кГц)                                   |
|  | = Маяки                                                            |
|  | = CW, телефон                                                      |
|  | = CW, вузькосмуговий цифровий (<= 500 Гц), телефон                 |
|  | = CW, телефон і зображення                                         |

### Регіон IARU 3
Азіатсько-Тихоокеанський регіон.
| 20 метрів     | 14000–14070 | 14070–14099 | 14099–14101 | 14101–14112 | 14112–14350 |
| ------------- | ----------- | ----------- | ----------- | ----------- | ----------- |
| Регіон IARU 3 |             |             |             |             |             |